# Thomas Pesendorfer
Thomas Pesendorfer (* 20. Februar 1952 in Marchtrenk, Oberösterreich) ist ein österreichischer Graveur und Münzdesigner. Signatur: TP.

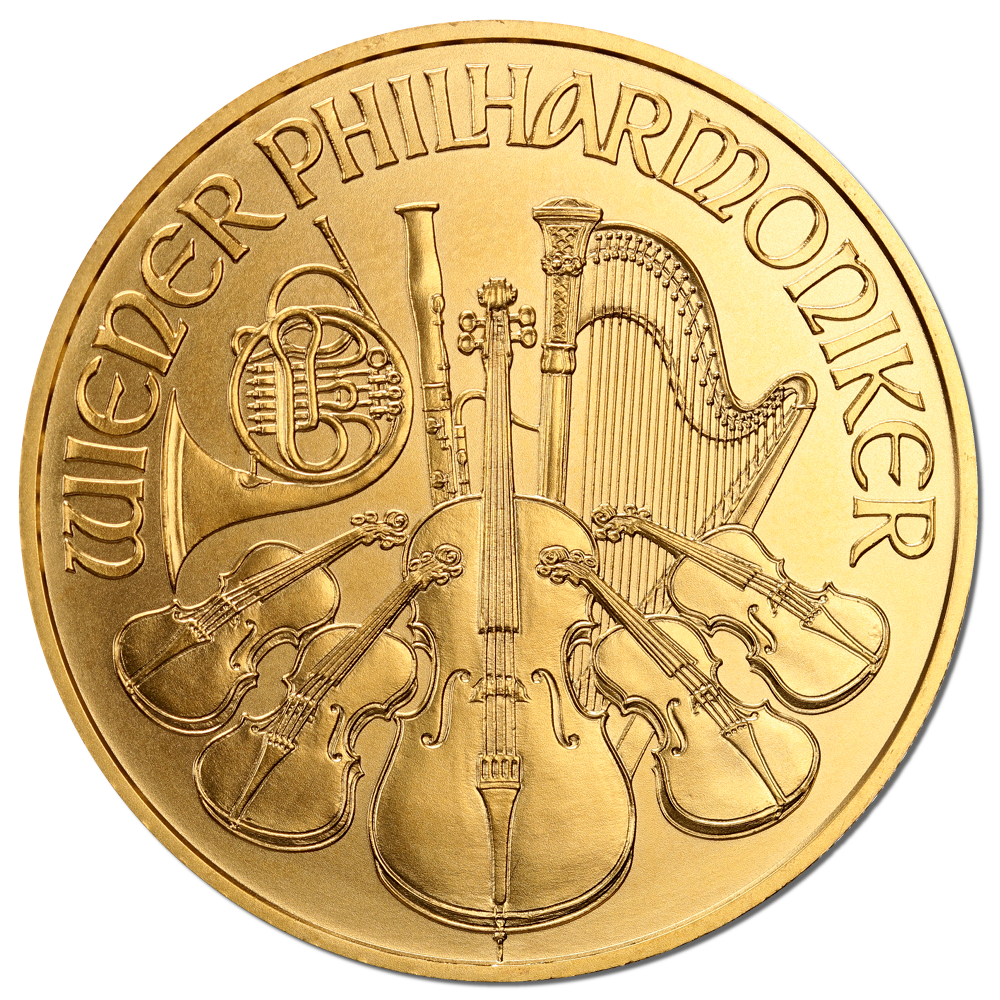
Wiener Philharmoniker

Thomas Pesendorfer, der ursprünglich Bildhauer werden wollte, besuchte die Fachschule für Metalldesign in Steyr. Mit dieser Vorbildung begann er eine Ausbildung bei der Münze Österreich. Sein erster Münzentwurf war eine 20-Schilling-Münze mit dem Bildnis von Joseph Haydn. Sein bekanntester Entwurf ist der Philharmoniker. Seit dem Jahr 1993 ist Pesendorfer Chefgraveur der Münze in Österreich.

## Werke (Auswahl)
- Wiener Philharmoniker (Münze)
- 20 Schilling: Joseph Haydn, Gefürstete Grafschaft Tirol, 800 Jahre Münze Wien, 850 Jahre Stephansdom
- 50 Schilling: EU-Präsidentschaft, Konrad Lorenz, Europäische Währungsunion, Sigmund Freud, Ferdinand Porsche
- 100 Schilling Silber: Mozart Salzburg und Wien, Maximilian I., Otto Nicolai, Leopold I., Erzherzog Johann, Franz Joseph I., Erste Republik (WS), Leopold III. (WS), Kronprinz Rudolf (WS), Franz Ferdinand, Die Kelten, Die Römer, Das Heilige Römische Reich (BS), Das Mittelalter (BS)
- 200 Schilling Silber: Olympische Bewegung (beide)
- 500 Schilling Silber: Weltcup der Springreiter, Prinz Eugen, Egon Schiele, Seenregion, Flussregion, Alpenvorland, Mühlviertel, Kunstschmied, Steinmetz, Buchdruck (WS), Rosenburg (WS), Lockenhaus, Hochosterwitz (BS), Hohenwerfen (WS), Kufstein
- 500 Schilling Gold: Wiener Kongress, Wiener Sängerknaben, Geburt Christi, Die Bibel
- 1000 Schilling Gold: Johann Strauss, 50 Jahre 2. Republik, 1000 Jahre Ostarrichi, Kaiserin Elisabeth, Buchmalerei
- 5 Euro: Wasserkraft, EU-Erweiterung, Mariazell, Fußball-EM 2008 (beide Ausgaben), Herbert von Karajan, Tiroler Freiheit, Winterspiele 2010 (Snowboard), Großglockner-Hochalpenstraße, 200 Jahre Gesellschaft der Musikfreunde, Wiener Walzer, Land des Wassers, Abenteuer Arktis, Die Fledermaus, Bundesheer
- 10 Euro: Eggenberg (BS), Hellbrunn (WS), Artstetten (WS), Nonnberg, Göttweig (BS), Melk (WS), St. Paul im Lavanttal (WS), Klosterneuburg, Seckau (BS), Basilisk, Richard Löwenherz, Erzberg (WS), Erzberg (WS)
- 20 Euro: Neuzeit (BS), Barockzeit (BS), Nachkriegszeit (WS), S.M.S. Novara (WS), S.M.S. Ehz. Ferdinand Max (WS), Tegetthoff (WS), S.M.S. St. Georg, S.M.S. Viribus Unitis (BS), Nordbahn (WS), Südbahn (BS), Belle Epoche (WS), Westbahn (BS), Elektrifizierung der Bahn (WS), Bahn der Zukunft (BS), Vindobona (WS), Quartär